# Пиетраферацана
Пиетрафераца̀на (на италиански: Pietraferrazzana) е село и община в Южна Италия, провинция Киети, регион Абруцо. Разположен е на 357 m надморска височина. Населението на общината е 130 души (към 2010 г.).